# Prophets of Rage
Prophets of Rage – amerykańska supergrupa rap-rockowa. W skład grupy założonej w 2016 roku wchodzi trzech członków Rage Against the Machine i Audioslave (basista i wokalista pomocniczy Tim Commerford, gitarzysta Tom Morello i perkusista Brad Wilk), dwóch członków Public Enemy (DJ Lord i raper Chuck D) oraz raper B-Real z Cypress Hill.
Muzycy zespołu nie ukrywają swojego zaangażowania w aktywizm polityczny. W wywiadzie dla Rolling Stone z 2016 r. Tom Morello powiedział "Jesteśmy elitarną grupą zadaniową rewolucyjnych muzyków zdeterminowanych, by zmierzyć się z górą bzdur w roku wyborczym".
Nazwa zespołu pochodzi od tytułu piosenki Public Enemy „Prophets of Rage” z albumu It Takes a Nation of Millions to Hold Us Back z 1988 roku. Zespół zagrał swój pierwszy koncert na żywo 20 stycznia 2016 r. Wydanie debiutanckiego singla zatytułowanego „Prophets of Rage” zbiegało się z protestacyjnym występem zespołu w Cleveland podczas odbywającej się w tym mieście Konwencji Partii Republikańskiej w lipcu 2016. Od maja do października 2016 r. zespół prowadził trasę koncertową po Ameryce Północnej, nazwaną „Make America Rage Again Tour”. Muzycy wykonywali utwory obecnych i byłych grup członków zespołu, a także nowy materiał napisany przez zespół.
Zespół wystąpił dwa razy w Polsce, 30 czerwca 2017 roku na Open’er Festival w Gdyni oraz 2 sierpnia 2019 roku na dwudziestym piątym Pol’and’Rock Festival w Kostrzynie nad Odrą.
1 listopada 2019 roku członkowie zespołu ogłosili koniec działalności.